# Нагорода Яна Новака-Єзьоранського
Нагорода Яна Новака-Єзьоранського — польська нагорода, що вручається на честь Яна Новака-Єзьоранського, заснована 2004 року, вручається щорічно 4 червня, вручають Вроцлавський університет і Національна бібліотека імені Оссолінських. Присуджується установам або особам, що «представляють мислення держави для загального блага».
Нагороджені:
- 2004 — Тадеуш Мазовецький — один із лідерів руху «Солідарність» та перший посткомуністичний прем'єр-міністр Польщі (1989—1991)
- 2005 — Джордж Герберт Вокер Буш — 41-й президент США (1989—1993)
- 2006 — Шушкевич Станіслав Станіславович — перший голова Верховної ради незалежної Білорусі.
- 2007 — Жан-Марі Люстіже — кардинал Парижа (1981—2007).
- 2008 — Ковальов Сергій Адамович — дисидент, учасник правозахисного руху в СРСР і пострадянської Росії, російський політичний і громадський діяч; вчений-біофізик.
- 2009 — Вацлав Гавел — 10-й президент Чехословаччини, перший президент Чехії.
- 2010 — Лешек Бальцерович — організатор та ідейний натхненник польських економічних реформ (так званої «шокової терапії» або «Плану Бальцеровича»)
- 2011 — Єжи Кожміньський — посол Польщі в США (1994—2000).
- 2012 — Валдас Адамкус — президент Литовської Республіки (1998—2003, 2004—2009).
- 2013 — Instytut Literacki — польське еміграційне видавництво.
- 2014 — Збігнев Бжезінський — американський політолог, соціолог і державний діяч, колишній Радник з національної безпеки Президента Джиммі Картера.
- 2015 — Томас Венцлова — один із засновників Литовської Гельсінської групи.
- 2016 — Ґудзяк Борис — єпископ Української Греко-католицької церкви, Єпархія Святого Володимира Великого в Парижі («за великий внесок у творення незалежної, суверенної та європейської України як спільноти вільних людей»).